# Жапп, Андреа
Андреа Жапп (фр. Andrea H. Japp; 17 сентября 1957, Париж) — французская писательница и биохимик, автор детективных романов и триллеров.

## Биография
Lionelle Nugon-Baudon родилась в Париже. Образование получила в Париже и Бостоне. По профессии токсиколог, имеет учёную степень доктора биохимии, работала экспертом-биохимиком в NASA и судмедэкспертом.
С 1990 года начала публиковать романы детективно-исторического жанра и триллеры. Ряд произведений написан в соавторстве с американской писательницей Патрицией Корнуэлл.
Во Франции было издано более 20 книг Андреа Жапп: романы, сборники рассказов, комиксы. Снято несколько эпизодов телесериалов по её сценариям.

## Книги
- След зверя
- Дыхание розы
- Ледяная кровь
- Полное затмение
- Палач. Костер правосудия (2016)
- Палач. Да прольется кровь (2016)

## Фильмография
- 2001: Ученик, эпизод № 6
- 2005: Viper, сезон 4
- 2005: Это был небольшой сад
- 2006: Дом грез, сезон 1, эпизод № 5
- 2009: Соперники, сезон 4, эпизод № 6